# Prefeitura autônoma dai de Xishuangbanna
Cidade de Jinghong
Xishuangbanna, Sibsongbanna ou Sipsong Panna (em Tai Lü: ᩈᩥ᩠ᨷᩈ᩠ᩋᨦᨻᩢ᩠ᨶᨶᩣ, nova escrita Tai Lü: ᦈᦹᧈᦈᦹᧈᦵᦋᦲᧁᧈᦘᦱᦉᦱᦺᦑ᧑᧒ᦗᧃᦓᦱ; chinês simplificado: 西双版纳傣族自治州; em tailandês:  สิบสองปันนา; em laociano:  ສິບສອງພັນນາ; em xã: သိပ်းသွင်ပၼ်းၼႃး; birmanês:  စစ်ဆောင်ပန္နား), abreviado para Banna, é uma prefeitura autônoma para o povo dai no extremo sul da província de Iunã, China, na fronteira com Myanmar e Laos. A sede da prefeitura é Jinghong, o maior assentamento na área e que se estende pelo rio Mecom, chamado de "Rio Lancang" em chinês.
Esta região da China é conhecida pela cultura distinta de seus grupos étnicos, que é muito diferente da dos chineses han. O povo, a arquitetura, a língua e a cultura se assemelham mais aos dos povos xã, dai e tai, que incluem os tais e os laocianos.

## Etimologia
Sipsongpanna (cognato em tailandês: สิบสองปันนา, RTGS: Sipsong Panna) é um composto da língua Tai Lü, que consiste em sipsong "doze", pan "município" e na "arrozal". O nome refere-se à divisão tradicional de mueang em doze distritos que eram chamados de panna (literalmente "campos de arroz municipais"). A etimologia é paralela à região autônoma de língua tai na Indochina Francesa de 1890 a 1945 chamado Sip Song Chau Tai, que significa "doze cantões de lingua tai".

## História
Antes de 1886, a região era chamada de Chiang Hung, um reino de lingua Tai Lue disputado entre e as dinastias de Lanna e birmanesas. Os britânicos ocuparam toda a Birmânia em 1886, tornando-se parte da Índia britânica. Em 1892, os britânicos transferiram Chiang Hung para a dinastia Qing. No século XIX, tornou-se brevemente um Estado tributário de Luang Prabang e da dinastia Rattanakosin. O Reino de Chiang Hung foi submetido à dinastia Qing durante o final do século XIX.
No caos da Revolução Xinhai, que derrubou o governo Qing em 1911 em favor de um governo republicano chinês, um líder local, Chao Maha de Meng Jie, encenou uma rebelião contra os oficiais remanescentes Qing. O governo provincial de Iunã da recém-criada República da China enviou tropas em 1913 para expulsar os rebeldes de Chao Meng Jie. Ke Shuxun permaneceu em Xishuangbanna para governar com seus "13 Princípios de Governar a Fronteira", que enfatizava a igualdade entre os han e os dai em áreas como propriedade de terras e tributação, permitia o casamento entre os grupos étnicos e promovia a educação em assuntos seculares e técnicos, ao invés do que a educação monástica baseada em birmanês. A Segunda Guerra Sino-Japonesa (1931-1945) viu o pesado bombardeio de Xishuangbanna pelas tropas japonesas e um influxo simultâneo de propaganda pan-taiista do aliado do Japão, a Tailândia. De acordo com Hsieh, isso reduziu o apelo de uma ampla identidade pan-tai entre os dai lue.
Durante a fase final da Guerra Civil Chinesa, muitos remanescentes do Kuomintang fugiram das forças comunistas de Xishuangbanna para o Estado Xã da Birmânia. A nova República Popular da China enviou várias expedições não militares a Xishuangbanna a partir de 1949 para fornecer serviços como escolas e hospitais para substituir os dos missionários ocidentais cristãos.
Os comunistas assumiram o controle da prefeitura dos lealistas Kuomintang em 1952. Em 23 de janeiro de 1953, a República Popular da China criou a Região Autônoma dai de Xishuangbanna e encerrou o sistema de chefes nativos. Naquele ano, o Congresso do Povo de Xishuangbanna criou o novo alfabeto tai lue, baseado no alfabeto tai tham, para imprimir material na língua tai lü.
Xishuangbanna tornou-se uma prefeitura autônoma em 1955, mas perdeu algum território com a criação do distrito autônomo de Jingdong Yi e do distrito autônomo de Jiangcheng Hani e Yi. A reforma agrária começou para valer em janeiro de 1956, destruindo o poder dos chefes das aldeias. As plantações de seringueiras estatais respondiam pela maior parte da riqueza da região durante o início do período da República Popular da China.
Xishuangbanna também recebeu um influxo de jovens educados durante o Campanha de Envio ao Campo da Revolução Cultural (1966-1976). Durante este período, os templos budistas em Xishuangbanna foram usados como celeiros, apenas sendo restaurados ao seu propósito original em 1981.
Em 1987, o governo de Xishuangbanna promulgou a Lei para a Autonomia da Prefeitura Autônoma de Nacionalidade dai de Xishuangbanna para alinhar as leis locais com a Lei nacional da República Popular da China para a Autonomia Regional Nacional.
Shao Cunxin (召存信 1922–2015), ex-chefe do conselho externo do chefe tribal (1944–1950) e chefe de Meng Peng (1938–1950), foi o chefe da prefeitura autônoma de 1955 a 1992.

## Subdivisões administrativas
Xishuangbanna governa uma cidade administrativa e dois distritos.
| Mapa                                                     | Mapa                | Mapa         | Mapa              | Mapa              | Mapa                | Mapa                | Mapa       | Mapa             |
| -------------------------------------------------------- | ------------------- | ------------ | ----------------- | ----------------- | ------------------- | ------------------- | ---------- | ---------------- |
| Jinghong · (cidade) Menghai · distrito Mengla · distrito |                     |              |                   |                   |                     |                     |            |                  |
| Nome                                                     | Caracteres chineses | Pinyin       | População (2000C) | População (2010C) | Pop. urbana (2000C) | Pop. urbana (2010C) | Área (km2) | Densidade (/km2) |
| Cidade de Jinghong                                       | 景洪市              | Jǐnghóng Shì | 443 600           | 519 935           | 138 939             | 205 523             | 7 133      | 73               |
| Distrito de Menghai                                      | 勐海县              | Měnghǎi Xiàn | 314 100           | 331 850           | 34 241              | 94 945              | 5 511      | 60               |
| Distrito de Mengla                                       | 勐腊县              | Měnglà Xiàn  | 235 ,700          | 281 ,730          | 55 ,632             | 84 ,625             | 7 ,056     | 40               |

- referências:Xishuangbanna Gov,[14] Citypopulation.de Yunnan Urban Populations.[15]

## Geografia
A prefeitura tem uma área de 19.700 km². Xishuangbanna é a região natural da etnia dai. A região fica em uma altitude mais baixa do que a maioria da província de Iunã, e tem um clima tropical. Está rapidamente se tornando um destino turístico muito procurado. Ela fica próxima a Myanmar, Laos e Tailândia.

## Biodiversidade

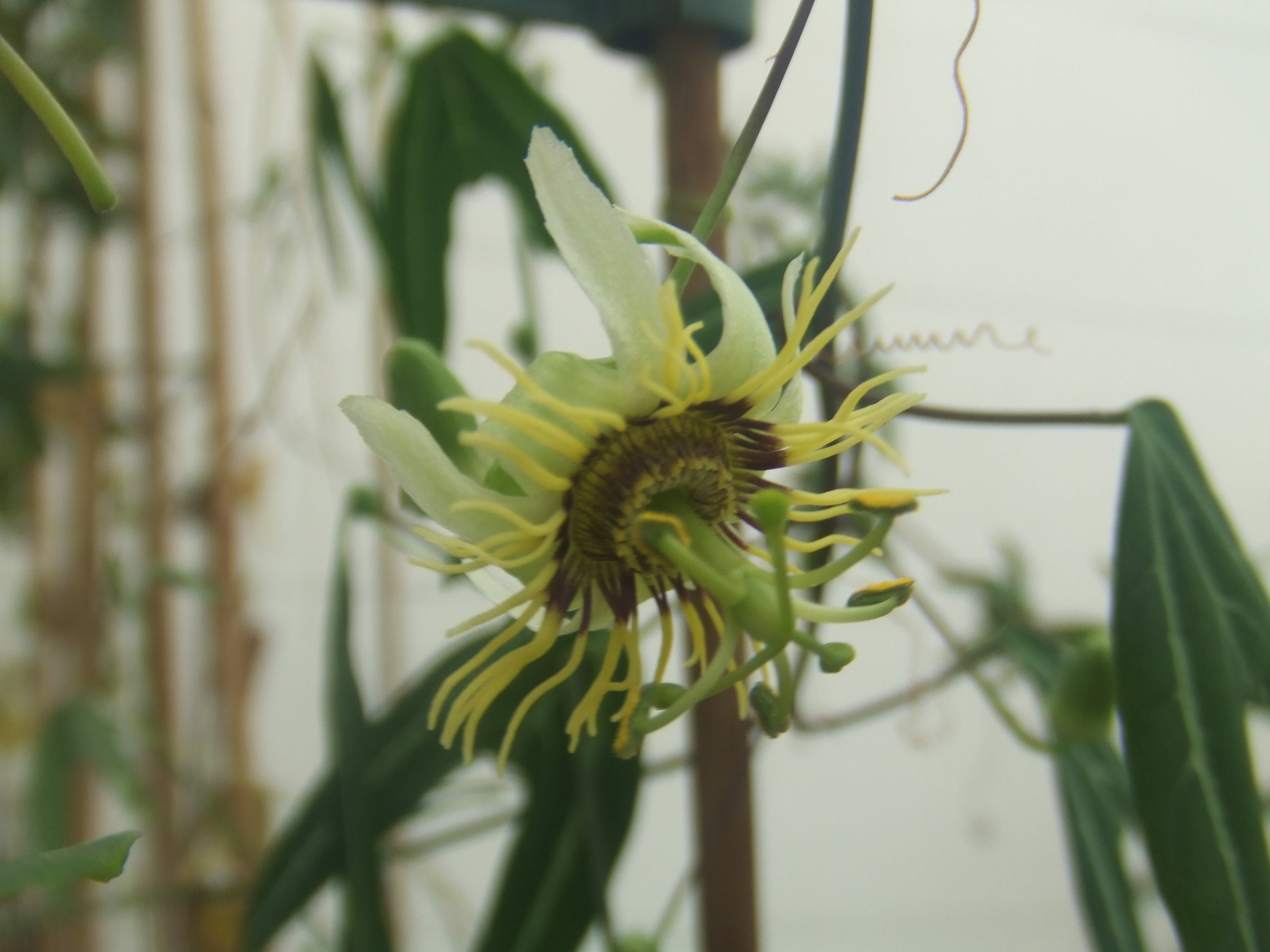
Passiflora xishuangbannaensis

Xishuangbanna abriga grande parte da biodiversidade da província de Iunã, que possui grande parte da biodiversidade da China. Seu clima tropical e seu isolamento até tempos recentes contribuíram muito para isso. Além da abundância de plantas, Xishuangbanna é o lar dos últimos elefantes-asiáticos que ainda estão na China; a espécie perambulava por grande parte do país até há algumas centenas de anos. Os elefantes são protegidos em uma reserva, mas a diversidade vegetal está ameaçada e há cinco décadas pela proliferação de plantações de seringueiras, que destroem completamente a floresta e a substituem por uma monocultura de árvores originalmente trazidas do Brasil.
A Passiflora xishuangbannaensis é uma recém-descoberta do gênero botânico passiflora, que é endêmica de Xishuangbanna.

## Demografia
No censo de 2000, Xishuangbanna tinha 993 397 habitantes e uma densidade populacional de 50,43 habitantes por km². De acordo com o censo nacional de 2000, o povo dai compõe a pluralidade com 29,89%, com os chineses han chegando em segundo lugar, com 29,11%. Na época do censo de 1977, no entanto, a etnia han constituía o maior grupo étnico único em Xishuangbanna, constituindo 36,53% de uma população de 627 089 habitantes, enquanto os dais representavam 33,15% e outros 30,32%. O governo Xishuangbanna tem se empenhado em manter esse equilíbrio étnico de cerca de 33% de cada grupo: han, dai e outros; esta política é conhecida como "o plano de três-três-três" (chinês simplificado: 三三三计划, pinyin: sān-sān-sān jìhuà)
Antes da crescente mobilidade social da década de 1940, os habitantes de Xishuangbanna se chamavam de "povo do vale" (chinês tradicional: 壩區民族, pinyin: bàqū mínzú) ou "povo da montanha" (chinês tradicional: 山區民族, pinyin: shānqū mínzú) em referência à localização estereotipada dos grupos. Os hans e dais viviam principalmente em torno das montanhas e desempenhavam um papel socialmente dominante, enquanto as minorias étnicas não-dai viviam nos vales e eram politicamente privadas de seus direitos. Os dais costumavam ser chamados de Baiyi (摆夷), e até a reforma Kuomintang de 1936, a parte bai era escrita com o radical cão (犭). O governo da República Popular da China decidiu que, independentemente de radical, o termo Baiyi é pejorativo e adotou dai (傣) em seu lugar. Historicamente, algumas minorias étnicas adaptaram algumas características dai a fim de aliviar a discriminação e aumentar seu estatuto social, como o povo blang que adotou o sarongue, a matrilocalidade, o modo de vida em que o casal recém-casado decide ir viver com a família da esposa e o aprendizado do alfabeto Tai Tham..

### Grupos étnicos

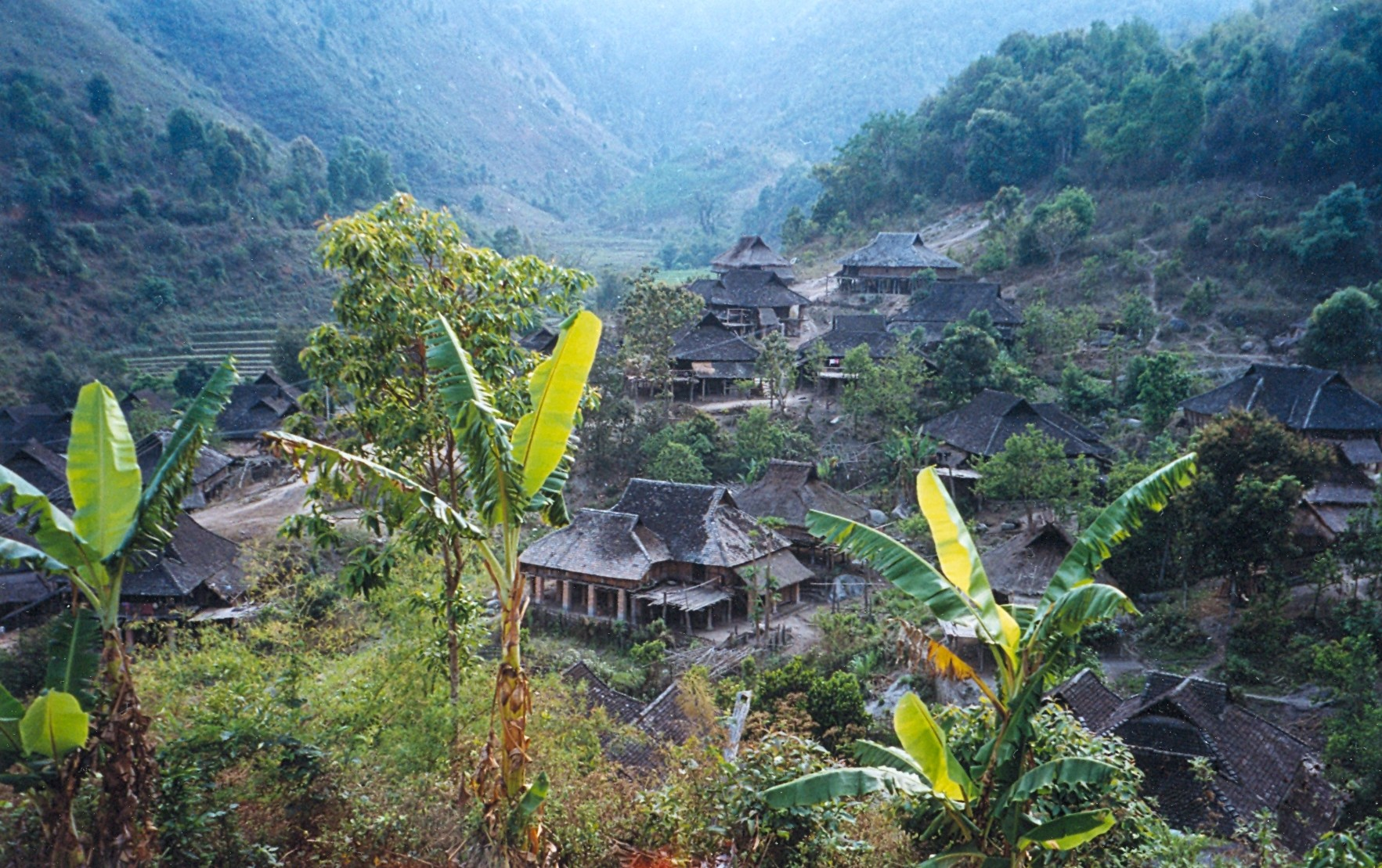
Aldeia de etnia blang em Manpo

Grupos étnicos em Xishuangbanna, segundo o censo de 2000
| Etnicidade                                   | População | Porcentagem |
| -------------------------------------------- | --------- | ----------- |
| Dai (Tai Lü, Tai Ya, Tai Nüa, Tai Yuan, Lao) | 296 930   | 29,89%      |
| Chinês han                                   | 289 181   | 29,11%      |
| Hanis                                        | 186 067   | 18,73%      |
| Yi                                           | 55 772    | 5,61%       |
| Lahu                                         | 55 548    | 5,59%       |
| Blang                                        | 36 453    | 3,67%       |
| Jino                                         | 20 199    | 2,03%       |
| Yao                                          | 18 679    | 1,88%       |
| Miao                                         | 11 037    | 1,11%       |
| Bai                                          | 5 931     | 0,60%       |
| Jingpo                                       | 5 640     | 0,57%       |
| Hui                                          | 3 911     | 0,39%       |
| Wa                                           | 3 112     | 0,31%       |
| Zhuang                                       | 2 130     | 0,21%       |
| Outros                                       | 2 807     | 0,30%       |

Na cidade de Jinghong e distrito de Menghai, os dois principais subgrupos hani são jiuwei 鸠为 and jizuo 吉坐. Os jizuo 吉坐 são o maior subgrupo étnico hani em Jinghong.
Os jiuwei afirmam ter migrado de Honghe e Mojiang. Os jiuwei vivem em vários vilarejos em Jinghong, incluindo:
- Mengbozhai 勐波寨, município de Menghan 勐罕寨, cidade de Jinghong
- Agupu 阿古普 (também chamado Manwoke 曼窝科) em Leiwu 类吴, município de Mengsong 勐宋, cidade de Jinghong
- Napazhai 那帕寨 em Damenglong 大勐笼, cidade de Jinghong
- aldeia Baiya 拜牙村 em Menghun 勐混, distrito de Menghai (o subgrupo de língua Ake 阿克 vive em Lougu 楼固村, também localizado em Menghun 勐混)
- Babingzhai 坝丙寨, Xidingshan 西定山, distrito de Menghai

Há também hanis étnicos, chamados localmente de aini 爱尼, que vivem em 7 vilas na Montanha Nanlin 南林山 do sudoeste de Jinghong, a saber, Manbage 曼八阁, Manjinglong 曼景龙, Manjingnan 曼景囡, Mangudu 曼固独, Manbaqi 曼把奇, Manbasan 曼巴伞, e Manjingmai 曼景卖.
As línguas de minorias étnicas faladas em Sipsongpanna incluem:
- Língua Tai Lü
- Língua Man Met
- Língua Hu
- Língua Blang
- Língua Muak Sa-aak
- Língua Bit

## Cultura

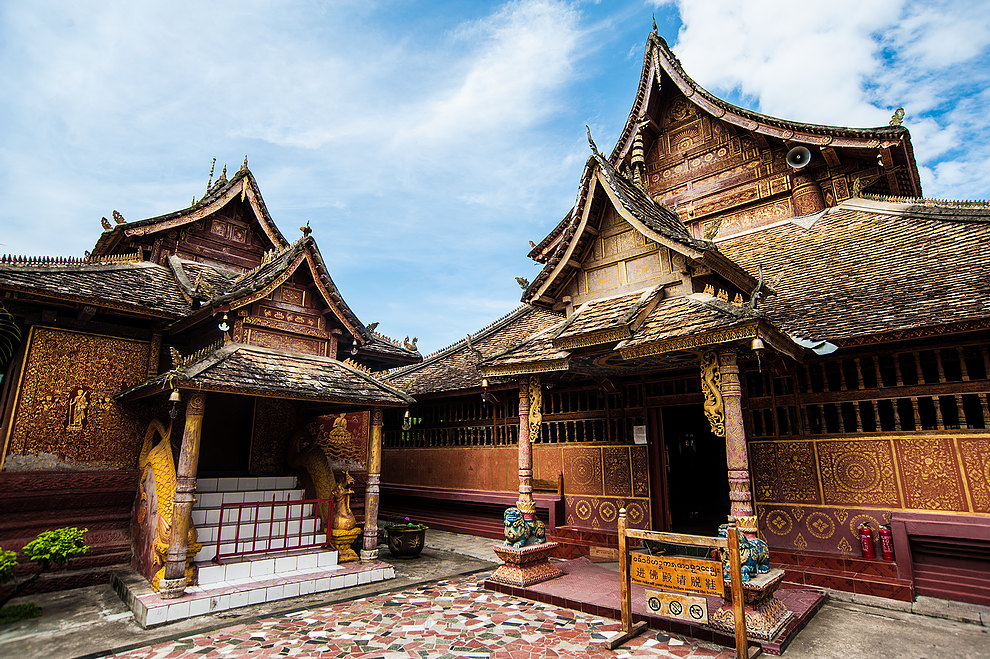
Jardim étnico dai, a 30 quilômetros da cidade de Jinghong, é um parque temático étnico popular com a vila natural dai e o templo budista

A famosa região das seis montanhas de chá (chinês: 六大茶山, pinyin: Liù Dà Chá Shān), localizada na prefeitura, produz alguns dos mais conceituados chás Pu-erh do século XX.
Xishuangbanna é rica em recursos naturais, históricos e culturais, conhecida por seu folclore, florestas tropicais, plantas raras e vida selvagem. Suas principais atrações turísticas incluem: o Jardim Botânico Tropical de Menglun, os pagodes de Manfeilong (Tanuozhuanglong), o Pavilhão octogonal de Jingzhen, a reserva de elefante selvagem de Gully, a aldeia de etnia dai em Ganlanba. O templo budista Manchunman, que tem uma história de mais de 1400 anos, também é uma atração turística muito popular. O complexo é composto por quatro partes: o salão principal, o pavilhão de coleta de sutras, o pagode de ouro e a torre do tambor. O templo é bem conhecido na região do sudeste asiático e todos os anos atrai monges budistas e visitantes do Sri Lanka, Tailândia, Myanmar e Laos.
O mais conhecido festival tradicional é o Ano Novo dai, conhecido como Festival do Borrifo d'Água. Tem a duração de três dias, de 13 a 15 de abril. Além do evento do Festival da Água, também consiste em alguns outros eventos, como corridas de Barco Dragão, a queima de fogos de artifício e as lanternas voadoras de Kongming.

## Transportes
Desde a inauguração do Aeroporto Internacional Xishuangbanna Gasa (anteriormente "Aeroporto Internacional de Jinghong"), em 1990, viajar para Xishuangbanna por via aérea se tornou mais popular e conveniente e há voos diários que ligam Xishuangbanna com Kunming. A área também tem conexões aéreas com Dali, Chengdu e Bangkok. O Aeroporto Xishuangbanna está localizado a 6 km ao sul da cidade de Jinghong.
Também há linhas de ônibus para lugares em Iunã e nas províncias vizinhas. São 590 quilômetros de Kunming a Jinghong. Os ônibus de longa distância partem da Estação Sul de Kunming e chegam à Estação Rodoviária de Jinghong, com duração de cerca de 8–10 horas.
Em outubro de 2010, foram anunciados planos para a construção de uma ferrovia de 530 km ligando Xishuangbanna a Vientiane no Laos; também são possíveis conexões para a Tailândia.